# 毒蝮三太夫
毒蝮 三太夫（どくまむし さんだゆう、本名及び旧芸名：石井 伊吉（いしい いよし）、1936年〈昭和11年〉3月31日 - 、男性）は、日本の俳優、タレント、ラジオパーソナリティ。まむしプロダクション所属。愛称は「まむちゃん」「まむし（さん）」。

## 概要
江戸弁の要素がみられる話し方が特徴的な東京・浅草育ちの俳優で、1969年から開始した『ミュージックプレゼント』（TBSラジオ）の中継先レポーターとして長年活躍し、聴衆一人一人に語りかける際の愛のある悪口が人気を呼び、長寿番組となった。
関東地方では高い知名度を誇るラジオスターの一人である。
聖徳大学短期大学部客員教授も務める。

## 来歴
大工の息子として大阪市住吉区に生まれたが、生後3カ月で東京市荏原区中延（現在の東京都品川区中延）に転居。第二次世界大戦中は、神奈川県横浜市戸塚区の親戚宅に縁故疎開していた。
1945年から1950年まで東京の浅草竜泉寺で育ち、1948年、台東区立下谷中学校1年の時、友人と共に『鐘の鳴る丘』の舞台のオーディションに行ったところ、台詞の読みの闊達さを買われて自分だけが採用され、本名の石井伊吉名義で子役デビュー、戦災孤児を演じた。同作品では、後に俳優となる久保明や江原達怡と共演した。この舞台をきっかけに児童劇団に入り、NHKのラジオに出演。
中学校では人気者で、生徒会の副会長に選ばれ、卒業式では卒業生代表として講堂で落語を披露した。
谷口千吉監督『潮騒』など東宝や大映の青春映画に出演するも、東京都立大森高等学校卒業の頃に児童劇団を辞め、日本大学芸術学部映画学科では新劇をやるために豊原ミツ子、野村道子、山本嘉子、菅谷政子、稲吉靖司、影万里江、北浜晴子、増山江威子らと「劇団山王」を組織し、石原慎太郎の『処刑の部屋』などを演じた。また、この「山王」時代の仲間の一人が後に『笑点』で共演する立川談志と知り合いで、仲を取り持っていたこともあって、毒蝮曰く、談志とはこの当時から「ウマが合っていた」とのこと。
テレビドラマには草創期である1950年代から出演している。1966年には『ウルトラマン』に科学特捜隊のアラシ隊員役で出演、子どもたちの人気者となった。引き続き翌年の1967年に制作、放送された『ウルトラセブン』でもほぼ同様の役柄であるウルトラ警備隊のフルハシ隊員として出演した。『ウルトラマン』と『ウルトラセブン』の両方に起用された理由について、毒蝮は「輝いてるって言うのと同時にね、丈夫で安いんですよ（笑）。病気をしないんです」 と述べている。
『ウルトラマン』放映中の1967年に『笑点』の当時の司会者立川談志の誘いにより、同番組に座布団運びとして出演。「何で正義の味方が座布団運びやってんだ」といった苦情などがTBSテレビの方に入っていることを聞き、『笑点』で芸名を付けようという展開に至った。「毒蝮」という芸名は、談志が「怪獣ドラマに出演しているなら怪獣風の芸名にした方が良い」「怪獣にも負けないような名前で、蝮ってのはどうだ?」と名付けたもの。談志は石井が就任した当初から「マムシ」と呼んでいたが、当時大喜利メンバーの1人だった5代目三遊亭圓楽が「ただのマムシじゃ面白くねぇ、毒を付けろ」と発言したのを談志が気に入り、定着させた。また下の名前の「三太夫」は『笑点』より前に出演していた『談志専科』という番組で石井が家老・田中三太夫役に扮し、殿様役の談志と社会風刺や世相巷談を繰り広げていたことが元で命名された。番組中で改名披露を行った『笑点』の1968年12月15日放送分から「毒蝮三太夫」に改名した。後年有名になった年配者相手の毒舌トークの原点は『笑点』にある。
1969年にはTBSラジオで『毒蝮三太夫のミュージックプレゼント』が放送開始。現在もなお続く長寿番組である。永らく『大沢悠里のゆうゆうワイド』の内包番組として放送され、2016年4月8日の同番組終了後も当コーナーは継続すると2016年1月18日放送分の同コーナーで明言された。その後、月曜から木曜の週4回『ジェーン・スー 生活は踊る』内で放送されていた。2018年4月より「金曜たまむすび」の午後2時からのコーナーに移動し、毎週金曜日の週1回の放送に縮小された。2020年4月からは「土曜ワイドラジオTOKYO ナイツのちゃきちゃき大放送」内での月1回の放送となった。
1971年、当時の立川談志の所属事務所だった「談志プロダクション」の社長に就任、同時に「まむしプロダクション」に改称する。1973年に株式会社を設立（商号は株式会社まむしプロダクション）。他の所属に落語立川流一門の多くの落語家、別れたはずの師匠5代目柳家小さんを擁するなど、規模の大きな芸能プロダクションであった。
1999年、ゆうもあ大賞を受賞。
2016年5月8日放送の『笑点』に、ゲストとして約46年ぶりに出演した。
2021年4月21日からYouTuberとしても活動を開始した。

## 人物
身長170cm、体重78kg。血液型はO型。
妻はかつて三越に勤務していた。
1970年代以降は俳優業よりもタレント業での活躍が目立ち、「おばあちゃんのアイドル」「巣鴨のスター」の異名を持つ。
年配者相手に「ジジイ」「ババア」と呼ぶことを厭わないフランクな接し方で圧倒的な人気を誇っている。なお、「クソジジイ」「クソババア」と発言することについては本人と関係者は否定しており、あくまで「元気な人にしか発言しない」ことを信条としている。また、出だしが「おいババア」、締めが「長生きしろよババア」というパターンもある。
赤坂泰彦は、「自分のDJは、ラジオから流れるAFNと毒蝮さんからの影響が大きい」と公言しており、親しみを込めてリスナーのことを「お前ら」と呼ぶところに共通性を見出すことができる。『笑っていいとも!』の「テレフォンショッキング」に友達として紹介している。
父親が違ううえ、10歳以上も年齢差がある兄2人とは兄弟ケンカをしたことがなく、可愛がられたという（本人曰く「一緒に遊べなかったから兄という感じがしなかった、一人っ子みたいで寂しかった」とのこと）。
「本名をかな表記にすると『い』『よ』『し』の3文字しか使われていない」とネタにする。
「毒蝮三太夫」という芸名は、当初は『笑点』限定としてやむを得ず了承したものであり、本人はあまり乗り気ではなかった。しかし、同芸名のインパクトが原因でまったく「石井」と呼ばれなくなり、後には「毒蝮」を受け入れたうえでこちらの名義で統一した。なお、親や妻にはしばらくこのことを黙っていたが、半年くらい経ってから発覚した。
芸名にちなんで、ファンから「マムシ酒」を贈られることがある。
少年時代は病弱で、本人曰く「発疹チフスや猩紅熱などの法定伝染病は一通りかかったことがある」という。20歳を超えたあたりから徐々に丈夫になっている。
カニが嫌いである。
『ウルトラマン』のアラシ隊員と『ウルトラセブン』のフルハシ隊員を演じたことにより、往年の特撮ファンからも愛されている。本人の話によると「当時はジャリ番と言われたけど、熱心に演じたことが受け入れられたんだと思うね」と喜んでいる。
ウルトラ警備隊（『ウルトラセブン』に登場する防衛組織）の紅一点、アンヌ隊員役のひし美ゆり子が好きであった隊員は、モロボシ・ダン役の森次晃嗣でも、ソガ隊員役の阿知波信介でも、アマギ隊員役の古谷敏でもなく、フルハシ隊員役の毒蝮であった。これを聞いたキリヤマ隊長役の中山昭二は「蓼食う虫も好き好きだな」と述べたという。
大森高校出身であることを誇りにしているが、毒蝮が高校生であった1951年から1954年までの同校の大学進学率は、当時の中堅私立高校を凌駕する実績であった。
近年は人民服風のマオカラースーツを常用している。ファッションの流行や祝儀不祝儀のTPOにも関係なく、急な訃報で駆け付けた際にも親族から失礼と思われないので、普段着にしていれば背広も礼服も不要で便利だという理由から。
大のプロレスファンであり、自身のラジオ番組でも時折話題にすることもある。
無類の愛妻家である。妻は野沢雅子と同級生である。
創作童話に「来なくてよかったサンタクロース」がある。2021年には塚本やすしの作画により絵本化された。

## 腸閉塞による休業
- 2005年12月より「急に食欲が減り胃が張る」という体調の異常に気付き、迎えた大晦日にプライベートで静養中の鎌倉で急に胃の激痛があり、救急車で都内の病院に搬送され診断の結果「腸閉塞」で入院をすることになるが、2006年2月20日より、レギュラー番組である『ミュージックプレゼント』の生中継で仕事に復帰している（生涯でこれほどの大病は初めてだと語る）。
- なお、腸閉塞による入院加療中、レギュラー番組である『ヨークマートミュージックプレゼント』は、ピンチヒッターを招聘し、月曜は本人が病室より電話での出演、火・木曜は歌謡司会の玉置宏による『懐かしの昭和歌謡』を放送した（美空ひばり、石原裕次郎、舟木一夫、橋幸夫、島倉千代子、テレサ・テン、ザ・タイガース、ザ・ピーナッツ等といった一日一人｛一グループ｝をテーマに当時のエピソードを語る）。
  - 同じく水・金曜日は毒蝮の出演時と形態が一緒だが、落語家の三遊亭小遊三がピンチヒッターとしてヨークマートからの中継司会を務めていた（なお、三遊亭小遊三の代わりに、1月13日の中継は落語家の林家いっ平が、2月15日は三笑亭夢之助が司会を務めた。）
- 『ウルトラマンマックス』には、かつての『ウルトラマン』のレギュラーの存命者で唯一出演していなかったが、病気を押し端役として特別出演した。

## 出演作品

### テレビドラマ
※石井伊吉名義
- 山一名作劇場 / 坊っちゃん（1957年、日本テレビ）
- ダイヤル110番（1957年 - 1964年、日本テレビ、よみうりテレビ）
- 朝焼け富士（1959年 - 1960年、KR）
- テレビ劇場 / 楢山節考（1960年、日本テレビ）
- 松本清張シリーズ・黒い断層 第42回「火の記憶」（1961年、TBS）
- 七人の刑事（1961年 - 1969年、TBS）
- 俺ら次郎長（1961年 - 1962年、TBS）
- サラリーマン出世作戦（1963年、TBS）
- 廃虚の唇（1964年、東映 / NET）- 井頭
- ゼロ戦黒雲隊（1964年 - 1965年、東映 / NET）- 法善辰六
- ザ・ガードマン（大映テレビ室 / TBS）
  - 第11話「現金輸送車襲撃」（1965年）
  - 第35話「姿なき眼」（1965年）
  - 第336話「セクシー娘・お色気捕物帖」（1971年）
- 特別機動捜査隊 第167話「羽織の座」（1965年、東映 / NET）
- 黄色い風土（1965年 - 1966年、東映 / NET）
- 鉄道公安36号 第92話「春の来る駅」（1965年、東映 / NET）
- 空手三四郎 （1965年 - 1966年、東映 / NET）- 猪鹿の蝶次
- ウルトラシリーズ
  - ウルトラマン前夜祭 ウルトラマン誕生（1966年、円谷プロ / TBS） - アラシ隊員
  - ウルトラマン（1966年 - 1967年、円谷プロ / TBS） - アラシ隊員
  - ウルトラセブン（1967年 - 1968年、円谷プロ / TBS） - フルハシ隊員

※毒蝮三太夫名義
- 大河ドラマ（NHK総合）
  - 天と地と（1969年） - 平田喜兵衛
  - 峠の群像（1982年） - 奥田孫太夫
- S・Hは恋のイニシァル（1969年、TBS）
- 独身のスキャット 第3話（1970年、円谷プロ / TBS）
- 赤ひげ 第18話「病人長屋東一番」（1972年、NHK） - どぶ
- へんしん!ポンポコ玉 第3話「はてはて?はてはてナノダ!」（1973年、国際放映 / TBS）- セールスマン
- いわぬが花（1974年、フジテレビ）
- 夜明けの刑事 第2話「キャロル知らない奴はおくれてる」（1974年、大映テレビ / TBS） - バーテン
- 非情のライセンス 第2シリーズ 第39話「やさしい兇悪」（1975年、東映 / NET） - だるま船の船頭
- 特別機動捜査隊 第763話「逆光線の女」（1976年、東映 / NET） - 沖
- 新・二人の事件簿 暁に駆ける! （1976年 - 1977年、大映テレビ / 朝日放送） - 鬼塚薫刑事
- 長島監督ごめんなさい（1978年、フジテレビ）
- 花王名人劇場 / 爆笑メルヘン・裸の大将放浪記（1980年、関西テレビ） ※シリーズ第1作
- 土曜ドラマ / 山田太一シリーズ タクシー・サンバ（1981年、NHK総合）
- ドラマ人間模様（NHK総合）
  - 羽田浦地図（1984年）
  - 魚河岸ものがたり（1987年）
- ウルトラシリーズ
  - ウルトラマンをつくった男たち 星の林に月の舟（1989年、円谷プロ / TBS） - 怪獣アクター・村川
  - ウルトラセブン 太陽エネルギー作戦（1994年、円谷プロ / 日本テレビ） - フルハシ・シゲル隊長
  - ウルトラセブン 地球星人の大地（1994年、円谷プロ / 日本テレビ） - フルハシ・シゲル隊長
  - ウルトラマンマックス 第33話「ようこそ! 地球へ 前編 バルタン星の科学」（2006年、円谷プロ / 中部日本放送） - 警備員（特別出演）
- ドラマチック22 / 超人刑事・シュワッチ（1990年、円谷映像 / TBS）
- 連続テレビ小説（NHK総合）
  - ひらり（1992年）
  - 天花（2004年）
- 素晴らしき家族旅行（1998年、テレビ東京）
- 火曜サスペンス劇場 「箱根湯河原温泉交番」（2003年 - 2005年、日本テレビ） ‐ 堤吉彦
- 渡る世間は鬼ばかり（2004年、TBS）
- 松本清張ドラマスペシャル・黒の回廊（2004年、日本テレビ）
- BSプレミアムドラマ「ナンシー関のいた17年」（2014年、NHK BSプレミアム） - 毒蝮三太夫（本人役）
- ナポレオンの村 第5話（2015年、TBS） - 森田悟郎
- スペシャルドラマ / 老人ホーム「ハッピー・ロード」愉快な仲間たちの事件簿（2016年、テレビ東京） - 毒島三郎
- 月曜名作劇場 / 税務調査官・窓際太郎の事件簿31（2016年、TBS） -  毒蝮三太夫（本人役）
- やすらぎの郷（2017年） ‐ 堺田俵介
- やすらぎの刻〜道（2019年） ‐ 堺田俵介

### 映画
- 青い真珠（1951年、東宝） - 芳
- 続思春期（1953年、東宝） - 泉六郎
- 潮騒（1954年、東宝） - 龍二
- 青い山脈（1957年、東宝） - 学生
- 星空の街（1957年、東宝） - 西川
- 山と川のある町（1957年、東宝） - 吉沢
- 二人だけの橋（1958年、東宝） - 河村
- 結婚のすべて（1958年、東宝） - 西田浩吉
- 俺たちは狂っていない（1958年、大映） - 五味
- 鰯雲（1958年、東宝）
- 裸の大将（1958年、東宝）
- 別離の歌（1960年、東宝） - 大田
- 悪人志願（1960年、松竹） - とびっちょ
- 血は渇いてる（1960年、松竹）- 新聞記者
- 喜劇 各駅停車（1965年、東宝） - 竹尾
- 千曲川絶唱（1967年、東宝） - 樋口虎太郎
- バラ色の二人（1967年、松竹） - 大村
- 濡れた逢びき（1967年、松竹）
- 思い出の指輪（1968年、松竹） - 戸田浩造
- 小さなスナック（1968年、松竹） - スナックのマスター（主演：藤岡弘）
- 涙の季節（1969年、日活） - 刑事
- ダンプ・ヒップ・バンプ くたばれ野郎ども（1969年、大映） - 木戸支配人
- 喜劇 いじわる大障害（1971年、ダイニチ映配） - 運転手
- 毘沙門天慕情（1973年、東宝） - 客
- 男はつらいよ 寅次郎忘れな草（1973年、松竹） - 石田良吉
- あさき夢みし（1974年、ATG） - 平二郎左衛門
- キンキンのルンペン大将（1976年、東映） - 運転手
- 出張トルコ また行きます（1978年、にっかつ） - 毒島
- ウルトラシリーズ
  - 実相寺昭雄監督作品ウルトラマン（1979年、松竹富士） - アラシ隊員
  - ウルトラQ ザ・ムービー 星の伝説（1990年、松竹） - 刑事
  - 甦れ!ウルトラマン（1996年、松竹） - アラシ・ダイスケ（嵐 大助）隊員
  - ウルトラマンゼアス（1996年、松竹） - リポーター（特別出演）
  - ウルトラマンゼアス2 超人大戦・光と影（1997年、松竹） - リポーター（特別出演）
  - ウルトラマンコスモス THE FIRST CONTACT（2001年、松竹） - リポーター（友情出演）
- バカヤロー!3 へんな奴ら 第四話「クリスマスなんか大嫌い」（1990年、松竹） - 山崎和也
- 真夜中の弥次さん喜多さん（2005年、アスミック・エース） - 毒蝮三太夫（本人役）
- 大怪獣モノ（2016年、アーク・フィルムズ） - 毒蝮三太夫（本人役）
- 老後の資金がありません！（2021年、東映） - 大泉健三
- それいけ!ゲートボールさくら組（2023年）

### 劇場アニメ
- ルドルフとイッパイアッテナ（2016年、東宝） - ダンプトラックの運転手 役

### オリジナルビデオ
- ミカドロイド（1991年、東宝） - 守衛
- 平成ウルトラセブン（円谷プロ / バップ） - フルハシシゲル参謀
  - ウルトラセブン誕生30周年記念3部作（1998年）
  - ウルトラセブン1999最終章6部作（1999年） - フルハシシゲル参謀

### DVD
- ウルトラマン怪獣伝説 40年目の真実（2005年、ジェネオン・ユニバーサル・エンターテイメントジャパン） - アラシダイスケ隊員

### テレビアニメ
1968年
- 佐武と市捕物控

1969年
- ウメ星デンカ（ゴンスケ[19]）

1972年
- 国松さまのお通りだい

### 海外アニメ
2001年
- ひとりぼっちのショーン（ハタネズミのボーリー）

### バラエティ

#### 現在
- 毒蝮三太夫のミュージックプレゼント（毎月最終金曜16時台、TBSラジオ『金曜ワイドラジオTOKYO えんがわ』に内包）[2]
- 福祉ネットワーク ⇒ ハートネットTV （NHK Eテレ、新番組・ハートネットTVでも引き続き「介護百人一首」の司会を担当）
- 新・話の泉（NHKラジオ第1）
- サタディ・イン・ザ・パーク（TBCラジオ、前番組「ラジオマガジンEARLY BIRD」から月1回ペースで電話出演）
- わくわくワイド!!あっぱれ大通り（信越放送、2006年10月から月1回ペースで電話出演。2007年10月18日には生出演）

#### 過去

##### テレビ
- 笑点（日本テレビ） - 2代目座布団運び。
- 世界一周!!ランニングクイズ（1969年7月 - 同年9月、フジテレビ） - 司会
- 3時にあいましょう（1973年7月 - 1975年3月、TBS） - 初代サブ司会
- とんねるずのみなさんのおかげです『仮面ノリダー』第46話「恐怖台風の目男〜嵐を呼ぶ男の巻〜」（1989年9月、フジテレビ） - アラシ隊員
- 風まかせ 新・諸国漫遊記 （1990年10月 - 1992年3月、フジテレビ） - 進行アシスタント
- ウルトラシリーズ関連番組
  - ウルトラ怪獣大図鑑（1989年、円谷プロ / テレビ東京） -　ナレーター
  - ウルトラマンM715（1990年 - 1991年、円谷プロ / テレビ東京） - ナレーター
  - ウルトラマンM715 ウルトラヒーロー必殺技大研究（1991年 - 1992年、円谷プロ / テレビ東京） - 必殺技博士
  - ウルトラマンM715 ウルトラ怪獣攻げき技大図鑑（1992年 - 1993年、円谷プロ / テレビ東京） - 必殺技博士
  - ウルトラマンM730 ウルトラ怪獣バトルゲーム（1993年 - 1994年、円谷プロ / テレビ東京） - 博士
  - ウルトラマンM730 シュワッチ! イングリッシュ（1994 - 1995年、円谷プロ / テレビ東京） - 怪獣の声
  - ウルトラセブン誕生40周年記念特番『僕たちのウルトラセブン〜40年目の同窓会〜』（TBS、2007年7月30日）
- 談志・陳平の言いたい放だい（TOKYO MX、2004年 - 2008年、準レギュラー）
- イブニングワイド（2009年10月1日 - 2010年3月、TBS） - レギュラーコメンテーター
- クイズ☆タレント名鑑（2011年10月23日、TBS）[20]
- 毒蝮三太夫の昭和で元気になろうじゃないか （BS朝日、2017年5月22日）
- 毒蝮三太夫の爽朝健康塾（地上波民放）マイケア「しじみにんにく卵黄」
- アナザーストーリーズ 運命の分岐点「落語を救った男たち　天才現る！古今亭志ん朝の衝撃」（2017年6月13日、NHK BSP / 2021年9月4日、NHK総合)

##### ラジオ
- 永六輔の土曜ワイドラジオTokyo -  三國一朗の土曜ワイド -  土曜ワイドラジオTOKYO（土曜日 TBSラジオ、1970年5月16日 - 1985年3月31日）
- 全日本歌謡ドライブ（TBSラジオ）
- ヤングタウンTOKIO（土曜日 TBSラジオ、1975年10月 - 1977年3月）
- 日曜名人会（TBSラジオ）
- 毒蝮三太夫の土曜ワイド商売繁盛（土曜日 TBSラジオ、1985年4月6日 - 1988年4月9日）[2]
- 大沢悠里と毒蝮三太夫のGG放談（spotify、2022年4月9日 - 、土曜日配信）

### CM
- ライオン 「ライオデント」
- わかもと製薬「強力わかもと」（1967年）
- ミツカン「ミツカン酢」（1971年）
- いすゞ自動車「大型トラック」、「フォワードターボ」
- NTTドコモ（ラジオ）「くりこし+ファミ割」篇、「らくらくホン」篇、「無料故障修理サービス」篇、「テレビ電話」篇、「エリア拡大」篇、「Welcomeサポート」篇
- 三和シヤッター（「ミュージックプレゼント」ばりの悪口を言い、商品の説明後「楽しなよ」とフォロー）
- 花王 「キスカ[注釈 2]」、「バスマジックリン」
- トヨタ自動車「ミニエース」（1967年当時のトラック）
- でんかのヤマグチ
- マルニ食品 ホルモン焼き
- 日産陸送「マイカー宅配便」
- 森永乳業 Pino（2012年、櫻井翔と共演）[21]
- カインズ（通信販売『たすかる便』がメイン）
- マイケア「一望百景」（ラジオCM、単独出演→大沢悠里と声の共演）

### その他
- 『ウルトラマン』ソノシート（1966年 - 1967年、朝日ソノラマ） - アラシ隊員
- 『ウルトラセブン』ソノシート（1967年 - 1968年、朝日ソノラマ） - フルハシ隊員

## 著書

### 単著
- 『人生八十、寝てみて七日。―ジジィ、ババァに学んで二十五年』（1994年10月、リヨン社）ISBN 978-4576941585
- 『元気で長生きするコツさせるコツ―お年寄りと上手に接する方法』（2003年2月、グラフ社）ISBN 978-4766207286
- 『毒蝮流!ことばで介護』（2014年4月22日、講談社）ISBN 978-4062728522
- 『人生ごっこを楽しみなヨ』（2017年12月10日、KADOKAWA）ISBN 978-4040821726
- 『70歳からの人生相談』（2023年5月18日、文藝春秋）ISBN 978-4166614080[1]

### 絵本
- 絵・塚本やすし『こなくてよかったサンタクロース』[18]（2021年11月18日、ニコモ）ISBN 978-4910593739

### 共著
- みやぎシルバーネット、河出書房新社編集部『シルバー川柳特別編 ババァ川柳』（2014年5月8日、河出書房新社）ISBN　978-4309022925
- みやぎシルバーネット、河出書房新社編集部『シルバー川柳特別編 ジジィ川柳』（2015年9月14日、河出書房新社）ISBN　978-4309024059
- みやぎシルバーネット、河出書房新社編集部『シルバー川柳特別編 ババァ川柳 女の花道編』（2016年4月27日、河出書房新社）ISBN　978-4309024585

### 関連書籍
- 山中伊知郎『ラジオの鉄人 毒蝮三太夫』（1999年10月1日、風塵社）ISBN　978-4938733728
- 塚越孝『落語にラジオ―まむちゃんつかちゃんの』（2007年8月1日、彩流社）ISBN　978-4779112423
- 山中伊知郎『元気になる毒蝮三太夫語録』（2012年11月1日、山中出版）ISBN 978-4434172595

## ディスコグラフィー
- 『忍ぶ草 / どうせ夢ならシュッピッピー』（1979年）　毒蝮三太夫・西海はるか
- DJ JET BARON a.k.a. 高野政所「おもしろおじさん feat. CHOP STICK, 丸省 and 毒蝮三太夫」（2014年）　毒蝮三太夫がゲスト参加

## 毒蝮三太夫（に該当する役）を演じた俳優
テレビドラマ
- 西田康人（ビシバシステム）（『ウルトラマンをつくった男たち 星の林に月の舟』、1989年、TBS / 円谷プロ） - アラシ隊員役の俳優・石井豆吉 役
- 中山正幻（『私が愛したウルトラセブン』、1993年、NHK / 円谷プロ） - フルハシ役